# Wolfenstein: Enemy Territory
『Wolfenstein:Enemy Territory』（ウルフェンシュタイン エネミーテリトリー）は、マルチプレイ専用のフリーソフトとしてリリースされたFPSゲームで、Wolfensteinシリーズのひとつ。「ET」「W:ET」などと略記される。

## 概要
2003年に発表され、Return to Castle Wolfenstein（RtCW）の拡張パックとして開発が進んでいたが、シングルプレイのAI実装が困難を極めたため開発は中止。完成していたマルチプレイ部分だけが無料で公開された。ゲームエンジンにはid SoftwareがQuake III Arenaのために開発し、後の2005年にオープンソース化されたid Tech 3（英語）が採用されている。2010年8月には全ソースコードがGPLのもと公開された。
それにより発売から年数が経過した2022年現在でも有志によるメンテナンス､及び拡張が実施､「ET: Legacy」として展開され続けておりクライアントの配布やプレイが可能となっている｡
2022年9月にSteamにて基本プレイ無料として登録され､発売から19年越しに初めての公式サーバーが設立された｡なお､Steam版のクライアントは上記の｢ET:Legacy｣とそのままでは互換性がなく､また展開されているサーバーもMODなどは適用されていない物となる｡
RtCWの基本システムとは別に、新システムとしてXPによるスキルシステムを導入、戦闘に変化がもたらされた。それにともない、クラス制にも若干の変化が加えられている。
このゲームは有志によるMOD（改造、追加データ）が多いのが特徴。MAPや武器の追加、ゲームバランスを微調整するものから、ゲーム性そのものを大きく変えてしまうものまで、その種類は非常に多く、中にはキャラクタの外見がスター・ウォーズ風になる、アニメキャラになる、きぐるみになるといったユニークなMODも存在する。またMODとは別に標準とは別の拡張サウンドパックが存在する。MODを全く導入していない国内サーバは皆無であり、それぞれの特色がある。そのため、それぞれのサーバーに初めて接続するときに、不足しているMODファイルをサーバからダウンロードする必要がある。

## スキルシステム
プレイ中にスキルごとのXPが一定の値に達するとスキルレベルがアップ、プレイヤーにさまざまなボーナスが与えられる。XPは、主にチームへの貢献につながる様々な行動で得ることができる。また、スキルレベルの合計などによりプレイヤーの階級も上がっていく（ヘルメットのマークが変化する）。スキルレベルの最大値はETmain、ETPro、ETpubでレベル4、jaymodはレベル5、NoQuaterではレベル9まで存在する。
スキルには全クラス共通のものと、各クラス専用のものがある。
全クラス共通
Battle SenseとLight Weaponsの2種類。
各クラス専用
次項のそれぞれのクラスの項目で述べる。
ボーナスは、主にそのスキルに関係するものが与えられる。
Battle Sense　
体力の最大値が増加する、地雷が見えるようになるなど。
チームに貢献する行動や、敵にダメージを与えるとXPを得られる。
Light Weapons
復活時に配給されている弾が増える、拳銃、SMGのリロード必要時間が短くなる、二丁拳銃（Akimbo）ができるようになる。
軽武器（ナイフ、拳銃、手榴弾）を使用して敵にダメージを与えるとXPを得られる。
クラススキル
そのクラスでプレイしやすくなるボーナスが得られる。たとえば、soldierなら重火器使用に必要なパワーが減る、Medicなら注射で蘇生するとき全回復蘇生できるなど。クラス専用の装備で敵を倒す、チームを支援する（蘇生、弾薬配給、オブジェクト作成など）などでXPを得られる。

## 武器とクラス
ETには、Soldier、Medic、Engineer、Field Ops、Covert Opsの5つのクラスが存在する。ここでは全クラス、および各クラスの所有できる武器、役割について説明する。

### 全クラス共通
手榴弾と拳銃とナイフは全クラスで使用出来る。

### Soldier/Soldat（Sol）
敵兵を倒すことが主な任務となるクラス。そのため、Solには専用の強力な重火器が用意されている。敵を倒すと目標が単純で、強力な兵器を使用できるが、使用できる兵器クセがありを使いこなすには慣れが必要であるため初心者には向かない。
使用可能な武器
SMG（THOMPSON / MP40）
このゲームの基本的な武装。連射が可能で、近距離から遠距離まで使え全てが標準的。Solの場合はLv.4で拳銃の代わりにサブウェポンとして携帯が出来る。Publicサーバー(一般公開サーバー)でSolがあえてこれを持って出撃する必要性は薄いが、クラン戦などでレベルアップが存在しない、またPublicサーバーでもキャンペーン開始直後でXPがリセットされている場合は非常に大きな効果を発揮する場合がある。装弾THOMPSON 30発 / MP40 30発。予備弾数60発。レベルアップ後は予備段数90発。
Mobile MG42
火力、連射力共に圧倒的な機関銃だが撃ち続けるとオーバーヒートを起こす（Soldierスキルが上がるにつれオーバーヒートしにくくなる）。伏せ撃ちが基本であり、仮に立ったまま撃ってもその命中率は大きく下がる。伏せた後右クリックでバイポッドを出すことで大幅な集弾性の向上が可能。ただし、自由度が制限され狙える範囲が限定される。そのため、ある程度MAPを知っていないと敵に横っ腹を撃たれる。自陣に迫る敵兵の迎撃に適しており、防御側の方が使い勝手がいい。マップ上にもいくつか固定機銃が設置されているが攻撃を受ける（爆発系の攻撃）と煙を吹いて故障する。その場合はEngineerに修理してもらうと再使用できる。また、マップに登場する戦車にも搭載されている。台座に設置されているため、バイポッド設置状態と比べると固定機銃のほうが自由度が広く集弾性もよい。戦車搭載機銃は戦車ごとに外見や性能が微妙に違う。装弾数150発（固定機銃、戦車搭載機銃は無限）。なお、ベルト供給のため打ちつくさないとリロードできない。バイポッド展開中は身動きがとれないため、ライフルグレネードやパンツァーファウストなどが天敵となる。本武器は銃器扱いではあるが、Solの他武器と同様にヘッドショット判定が存在しない。その為ヒット時のダメージは部位に関係なく固定される。
Flamethrower
一度に大量の敵にダメージを与えることができる。放たれた炎が体に引火すると、しばらくダメージを与え続ける。ただし同士討ちや自滅の危険性も高く、使いこなすには熟練が必要。また射程も短いため、遠くからの攻撃に対応出来ないのが難点。建造物内などの狭い場所での戦闘、かつ味方へのダメージが無い（FFOFF）サーバーでは絶大な威力を発揮する。敵の目をひきつける効果もあるので、陽動にも使える。しかし直撃しても即死を奪える威力はなく、返り討ちに会う可能性も非常に高い。装弾数200発（弾というよりは掃射時間）。
Panzerfaust
非常に強力な対戦車無反動砲。しかしゲーム内では専ら対人砲として使用される。直撃すると即死（蘇生不可）、避けたとしても着弾点からの距離が近いほど、爆風によって大ダメージを受ける。ただし、対戦車砲ということで安全装置として発射までにチュイーンという独特の音が鳴るチャージがあり、即時発射は出来ない。このチャージ中にリーンする事（Q、Eキーを押しての覗き見）によって発射キャンセルも可能（発射判定のタイミングでリーンを行っている事が条件。発射のタイミングでリーンを解除していた場合は発射されてしまう）。至近距離で撃つと自分にもダメージを被ってしまったり、味方を巻き込む危険性がある諸刃の剣である。敵が固まっている場所に打ち込めば殲滅も可能。発射にはパワーバーを消費する。発射された弾頭は、赤い光を発しながら「ゴォォォ」という音を立て黒い煙を引きながら直進する。装弾数4発。
重火器の中では比較的扱いが簡単で、一定範囲内の敵にまとめて大ダメージを与えられるため、最強兵器と思われがちだか、威力や当たり判定は手榴弾とそう変わらない。そのうえ隙も大きいので強力そうだが使いこなすにはある程度熟練が必要。手榴弾を直線発射するライフルグレネードといえる。
余談だが、着弾点からの爆風（吹き飛ばし判定）はダイナマイトを越えて本作で最強の威力を誇る。フレンドリーファイアーがOFFのサーバーではこれを利用したカタパルトやジャンプ台のような扱いが可能となっており、実際に一部のMAPではその他武器、ストレイフジャンプと組み合わせることによってオブジェクトを無視した大幅なショートカットが可能な場合がある（最高高度=着地点、なおかつ着地速度も低下できる坂道などの複雑な条件は存在する）。JUMP鯖など、自分自身へのダメージも発生しないような特殊な設定が行われているMAPでは自分自身も大ジャンプを行うことが可能で、JUMPマップの一部ではこれを行わなければ先に進めないようなギミックも存在する。
Mortar
迫撃砲。屋外であれば、壁や障害物を飛び越えて超長距離でのピンポイントな攻撃が可能。Command Mapに着弾点が表示される。平坦な場所では40度未満の角度で撃つことが出来ないが、傾斜を利用すると0度での発射も可能となり、また室内でも工夫次第では活躍できる武器である。ただ、撃つだけではなく敵の行動を読む必要もあるのである程度熟練が必要な兵器。熟練者が使いこなすと相手の進行を1〜2人で抑えられるほど強力。Lv.0のときはパワーバーを半分消費し、Lv.1になると1/3消費する。装弾数14発。

### Medic（Med）
仲間の回復や蘇生を業務とする。HPが高く、また特別な動きをあまり必要なく死にづらいので初心者から上級者まで幅広く人気がある。このクラスはHPが自然回復する。チームのMedicの数が多いと、チーム全体の最大HPが上昇し、Medic自体のHPも上昇する。
使用可能な武器
SMG
主武装はこれのみ。初期装備マガジン数が少ないのがこのクラスの問題（First AidレベルとLight Weaponsレベルが共に0の場合、予備マガジンが支給されない）。いかに残弾を確保しつつオブジェクトに絡むかが本職の醍醐味となる。
注射器
倒れた味方を蘇生することができる。ただし、仲間がまだ動いており、完全に死んでいないことが必要となる。使える本数には制限があるが、使い切ることはまず無い。Lv.2までは体力半分での蘇生となるが、L.v3以降は体力満タンで回復する。
体力が残り僅かな味方をわざと殺し、直後に復活させる事でパワーゲージの消費を減らすテクニックも存在する（体力10から110にするのにパックだけなら5個必要だが、Lv.2でTK蘇生すれば3個、Lv.3以上なら0個で済む）。
アドレナリン（Lv.4で使用可能）
一定時間スタミナが使い放題になり、受けるダメージも半減する。パワーゲージを全消費する。
Health pack
取ると体力が少量回復する。敵味方自分全てが使用出来るが一定時間で消滅する。パワーゲージを消費する。MODや設定によってはMedicをギブした場合、ヘルスパックを2～4個程その場にドロップする場合がある（死体が残らない即死ではドロップしない）。

### Engineer（Engr/Eng）
オブジェクトの構築・破壊・修理、地雷の設置と解除、ダイナマイトの設置と解除、備え付けのMG42の修理ができるので、とても重要なクラスである。ほぼすべてのObjectiveルールのゲームはこのクラスが最低一人以上いることを前提としている。メインウェポンが2種類ある。グレネードを8個も持て（ただしLv.0のときは4個）、さらにライフルグレネード装備時は最大16個も持つことになり最大の火力を持っている。そのため、カミカゼを行う特攻職としても使用されることもあり、カミカゼエンジニアと呼ばれる。Lv.4になると対爆ジャケットが装備され、爆発物のダメージが軽減される。
使用可能な武器
SMG
メインウェポンその1。他のクラスでも使えるので紹介は省く。
Rifle granade（M1 GARAND / K43）
メインウェポンその2。グレネードを先に付けて放物線に発射出来る。通常弾も使えるライフルを改造したグレネードランチャー。遠くの敵を一撃で葬り去る事も可能な、優秀な武器。ただし1発ごとに再装着する必要があり、パワーゲージも消費するが、連射力的にはパンツァーファウストより上である。グレネードは手榴弾とは別枠扱いとなっている。
発射されたグレネードは、一定時間が経つと爆発するが、滞空中に一定時間経過した場合は着弾後爆発する。それまでの間は、壁や障害物に当たると反射する。この特性のため、物陰に隠れながら安全に敵を攻撃することができる。
グレネードを装着しないときは小銃として使用ができ、何故か命中精度はSMGに劣るが弾の威力は高い（伏せると精度が上がる）。撃ち合いではSMGより不利。M1 GARANDは弾切れ時に「チャキーン」と鳴るクリップ排出音が再現されている為、弾切れを敵に悟られる恐れがある。ETProなどのMODでは競技性の向上のため、弾が残っていてもリロード出来るようになっている（ただしK43にクリップ排出音は無い）。装弾数 弾丸10発　グレネード8発。火力、範囲は前述のパンツァーファウストとさほど変わらず。熟練したエンジニアはこのゲーム最強の火力を誇る脅威である。
ペンチ
様々な物の設置、解除、修理に使う工具。ペンチを持って、対象物にヒントアイコンが出るまで近づき、一定時間マウスの左ボタンを押し続けることにより作業が完了する。滅多に行うことは無いが、敵Coが設置したSatchelも解体可能。
Dynamite
オブジェクトを破壊する力を持った、重要な武器。置くだけでは起動せず、置いた後ペンチで設置作業をして初めて起動する。設置時には黄色い光が点灯、作動時には赤い光が点滅し、「カチコチカチコチ」とクロック音が鳴るので作動しているか否かが一発で分かるようになっている。起動後30秒（サーバーやMODの設定で異なることもある）で爆発する。設置されたダイナマイトはEngのペンチで解除が可能。目標オブジェクトに設置されたDynamiteが起動した、撤去されたという情報は逐一両軍にアナウンスされる。敵の足止めに時限爆弾としても使用できるが、クロック音や発光で非常に目立つため、オブジェクト破壊が主な使用用途で対人殺傷用には普通は使わない（敵側の前線に設置すれば、敵の前進を躊躇わせる心理効果を与えることは可能）。
対人地雷
1チーム10個まで置ける（サーバーの設定により違う場合もある。多いのは10〜20個）。置くだけでは起動せず、置いた後ペンチで設置作業をして初めて作動する。踏んだだけプシューという音が鳴るだけで爆発せず、足を離した時点で初めて爆発する（戦車やトラックは例外、すぐに爆発する）。その間にEngが解除する場合もあるが、基本的にストレイフジャンプで移動する事が多いので、プシューという音に気づいても止まれない事が多い。敵の地雷は最初は見えないが、Cvert Opsが設置場所を双眼鏡で覗くことにより「発見」が出来、以降全員に見えるようになる。この状態になった場合、手榴弾等の爆発系攻撃を加える事により排除される。設置個数に制限があるので、あえて撤去せずに放置する事で敵の地雷使用数を圧迫するという戦法も取れる。敵に発見されているかどうかを知りたい場合はとりあえず手榴弾を投げ込めばいい（発見されていない場合は爆発しないし、されている場合はどの道爆発するので撤去の手間がかからない）。水中には設置出来ず、設置後に何らかの理由で水没すると爆発してしまう（これもMODによっては爆発しない設定に変更する事も可能）。バトルセンスLv.4になると地雷感知の能力がつき、Cvert Ops以外の職でも、また双眼鏡を使用しなくても、近づくだけで地雷を感知できるようになる（「発見」にはならず個人的にしかわからない）。前述の通り誘爆効果があるので、敵に発見されていた場合は、こちらがわざと爆発させ地雷原一帯を爆発させるという戦法に応用できる。
基本的にはどのプレイヤーが踏んでも起爆するが、FFOFFのサーバーでは普通味方の地雷を踏んでも起爆しない（ただし、エンジニアでは起爆する設定もある）。サーバーによって地雷の起爆対象が異なることがある。

### Field Ops（FdOps/Fo）
Field Opsは砲撃要請や空爆缶で、遠距離や近距離に強力な攻撃をすることができる。また弾切れを起こした仲間に弾薬を補給する、重要なクラスでもある。このクラスは最初から双眼鏡を装備している。チームの火力を保つのが業務。
使用可能な武器
SMG
主武装はこれのみ。後述のAmmoパックが使えるので、弾が無くなっても自分で補給できる。
空爆缶
煙（通常緑、NoQuater他ではAllies青、Axis赤）を吐きながら転がる缶。最終的な落下地点が「空から煙が見える」場合、その地点を中心にして直線状に強力な空爆を見舞う（この直線は、プレイヤーと缶を結ぶ直線に対して直角）。FO Lv.3以上になると空爆を見舞う数が二回になる。ただし、「屋内である」「遮蔽物がある」「上に人が乗っている」「短時間に大量の空爆要請をしている」等の場合、空爆は失敗する（そのため、乱用すると肝心なときに使用できないという状態におちいることもある）。空爆が失敗した場合でも、缶自体が爆発する。ただし、大ダメージは期待できない。
砲撃要請（双眼鏡を用いる）
双眼鏡を覗き、砲撃要請したい地点を左クリックする事によって、その地点の周囲を一定時間砲撃する。通常は4発、Signalレベルが上がると8発。ただし、屋外である事が条件。
空爆は短期間に集中的に、砲撃は長時間に散発的に行われる。一掃したい場合は空爆を、足止めしたい場合は砲撃が有効である。
Ammoパック
弾薬の詰まったパックを出す。数の制限は無いが、パワーゲージを消費する。取ると持っている武器の弾薬がそれぞれ1マガジン分と手榴弾1個が補給される。レベルが上がると弾薬が2倍詰まったMegaAmmoパックを出す事が可能。

### Covert Ops（CvOps/Co）
Covert Opsは戦術サポートに向いたクラスで、Satchelで敵のコマンドポストやオブジェクトの破壊、FG42とSniper rifleのスコープを使った狙撃、視界を遮るスモーク缶を炊くことができる。また、双眼鏡で敵の地雷を発見したり、見える範囲の敵の位置をMAP上に表示したりと、チームの情報源としても（特にモーター使いにとって）重要な存在である。敵の死体から服を奪い変装することも可能。このクラスは最初から双眼鏡を装備している。陽動や狙撃支援などが必須というわけではないが、いると戦いやすい。ただし、基本火力は他のクラスに劣るので、多すぎると逆にチームは弱くなる。
変装
Coの特徴のひとつ。敵の死体に照準を合わせた状態でアクションをし続ける（Fキーを押し続ける）とその死体の服装を奪い外見に変装できる。変装に使われた死体はズボンを脱がされたような状態になる。
ただし、死体が原形をとどめており、服装が奪われていない状態で無いといけない。
『攻撃しているところを敵に見られる』、『音の大きい銃（サイレンサーを外した拳銃、FG42、固定機銃）を使用する』と変装が解除される。
変装中は敵から自分を見られた場合、名前・体力が表示されていない（MODによっては変装元の名前が表示される）、また武器はCoのもののままなので、よく見てみると見破るのは難しくない。またLv.4のFoが双眼鏡で変装しているCoを見ると変装Coの頭上に警告が表示されるため簡単に見破られてしまう。変装中のもうひとつの特徴として敵MAP上に表示されない。そのためMAPに表示されていない味方がいれば変装Coだとすぐにわかる。逆に言えば、敵から見えづらいところにいればなかなか敵にバレずに偵察できる。
敵軍専用ドアの開閉やオブジェクトの操作
マップによってはどちらかの所属でしか開閉できないドアやオブジェクトが存在する場合があるが上記の変装状態のCoであれば操作が可能となる。
その様なドアは通常リスポン地点から前線へのショートカットに利用しやすい位置に設置されているが変装したCoにドアを利用されEngrに潜入されてしまうと道中のオブジェクトを全て無視しいきなり最終オブジェクトにダイナマイトを設置されてしまったり本来は防衛用のオブジェクトを逆に利用されてしまうこともあるため戦術の幅が広がる。
使用可能な武器
Sten
初期弾数が多い上に集弾率が高い優秀なSMGだが、連続で撃っているとオーバーヒートを起こす。その上威力が弱いという難点があり、SMGでありながら近距離での打ち合いには向いておらず中から遠距離で力を発揮する。撃つところを敵に見られなければ撃っても変装は解けない。なお、スコープは装着されていない。装弾数32発。
FG42
連射力は高いが装弾数と一発一発のダメージはSMGより低く、集弾率も悪い。言わばスコープが付いているだけのSMGである。発射音が大きく、変装時に撃つと変装が解ける。いい意味で言えば汎用性があるが裏を返せばコレといって勝るものがない。一長一短な銃なので、状況に応じて狙撃と連射を使い分ける必要がある。初心者向けといわれるが、使いこなすと臨機応変で強力な武器となる。
- 狙撃時：反動が小さく連射が可能だが、ダメージはSMGと同程度。スコープは2倍までの性能しかないがSniper rifleより反動が少なく、狙撃が容易。狙撃初心者にもつかいやすい。ダメージが低く連射しやすい。
- 通常時：かなり早い連射速度を誇る（モバイルMGについでゲーム内第二位）が、弾切れを起こしやすい。また、モバイルMG並みの集弾性の悪さが弱点。装弾数20発。

Sniper rifle（M1 GALAND/K43）
Engの持っている物と名前は同じだが、グレネードは付かない。サイレンサー付きで変装は解けない。ランチャー機能がついたのがEng版、狙撃能力を向上させたのがCo版ライフルである。
- 狙撃時：ダメージはかなり多いが、反動が大きく連射が難しい。スコープは8倍まで伸ばせる為、遠距離の狙撃に向いている。伏せていると連射しても命中精度が下がりづらい。
- 通常時：単発式だがダメージは大きい。持ち方に無理があるのでSMGより命中精度が劣る。リロードは早い。

Satchel（携帯リモコン爆弾）
特定のオブジェクトを破壊する。起爆させるまでに若干のタイムラグがあり、その間に殺されてしまうと爆発しないまま消えてしまう。攻撃力は手榴弾と同程度。あまり離れると爆破信号が届かず、起爆できない。設置にパワーバーを消費する。敵のEngに排除される場合もあるが、戦闘中にそういう作業が行われることは稀。適所に置けば敵の待ち伏せにも使える。
スモーク缶Smoke grenade
一定時間灰色の煙を焚き、視界を妨害する。形は同じだが空爆要請に使うFoのとは別物。攻撃力は一切無い。

### MOD追加装備
本節では、MODによって追加される、代表的な武器の説明を行う。
投げナイフ
残弾表示が表示され右クリックで投擲して攻撃できる、Coが使うと一撃必殺となるので銃器より危険な武器。残り一発のときは投げられない。ETPub、Jaymod、NoQuaterで使用可能。放射線状に飛んでいくので上下の位置関係での優劣がある。落ちているナイフを拾うことができる
毒注射
ナイフとの持ち替えで使用できる（ナイフの状態で1キーをもう一度押す）、もしくはMedの注射を敵に当てる格闘武器。使用感覚は注射と同じだが、これに刺されると毒状態になる。毒状態中は徐々にダメージを受け、視界がゆがみ照準が定まらない。サーバー設定によっては攻撃が出来なくなる（攻撃可能としても照準が定まらないためダメージを与えることは期待できない）。状態解除には味方Medのヘルスパックを受け取るか、注射が必要。Coと違い一撃必殺がないクラスで至近距離での必殺として使用される。
ショットガン（Eng/Fo）
EngとFoが使用できる近距離戦用の銃。拳銃程度の連射速度。装弾数12発（MODによっては6発）。散弾を発射するため、近距離なら敵のほうに向かって撃てばたいてい当たる。弾幕というより“面”として大量の弾が飛んでいくため近づくにつれて威力も高くなり（ヒットする銃弾が増えるため）命中率も上がるため接近戦なら最強の銃である。ただし、その特性ゆえ集弾性など存在せず、射程が短く中距離になるとまったく当たらないので接近戦以外は拳銃に頼るしかなく、基地内など狭い場所や待ち伏せ、特攻に使われる。
リロードはショットシェル（弾薬）を一発一発を手で直接銃に装填するため、その他のマガジンを使う武器に比べ使い勝手は悪い。残弾数が少ないほどリロードに時間がかかるが、リロード途中でもリロードをキャンセルして発砲できる利点がある。Jaymod、NoQuaterで使用可能。
Venom/Valcan（soldier）
銃身自体が回転する、携行式の小型ガトリング銃。砲身を回転させることで冷却効果を挙げ、また不発弾による弾詰まりを解消している。前作であるRtCWにて、ドイツ軍の秘密兵器として登場した弾幕製造機。バルカンの呼び名のほうが一般的。
死体に向かって撃つと粉々の肉塊になる。パンツァーファウストやモーター弾への対空機銃としても使用され、ガイドロケットモードではパンツァーファウストは誘導ミサイルとなり脅威となる。
MG42と違い、伏せ（MG42は+二脚設置）なくともある程度の集弾性があるので伏せて使うことはまずなく、せいぜいしゃがんで使う程度。アクション映画のように立って使っても問題ない。火力・連射性ではMG42を上回るが、同じように使いすぎるとオーバーヒートを起こす。装弾数250発。狙ったところで大して意味がないので、「敵がいるほうに向かって乱射し弾幕を展開し敵の注意をそらす」という支援的な使い方をすることが多い。
ガトリング銃の構造上、まず砲身が射撃可能回転数に達する必要があるので、引き金を引くとまず砲身が回り始め、その後発砲が開始されるため、発砲までのタイムラグが発生する。そのため断続的に引き金を引くことで、常に砲身を回転させて置くようにすると、すぐ射撃できる。NoQuaterで使用可能。
改良・改造兵器
追加兵器だけでなく、デフォルトの兵器を改造したり、外見を変えたMODも存在する。
よく目にするのが、両陣営で共通する兵器、MG42やパンツァーファウスト、ステンガンなどが両陣営で外見が変更されているものもある（たいていドイツ軍がデフォルトの外見をしている）。外見だけでなく性能も変わっていることもある。
MODのひとつであるNoQuaterでは、サーバー側の設定でパンツァーファウスト（連合国軍ではバズーカ）とモーターの発射後の様子を弾頭視点で見ることができるようになる（発射時にHUDにRocket Camという小ウィンドウが表れる）。また、マウスで発射した弾頭をコントロールできる設定項目もあり、これらを組み合わせて導入しているサーバーでは手動誘導式巡航ミサイルと化した弾頭が飛び回っているという、初めての人には非常にショッキングなハイテクノロジー戦争になっており、パンツァーファウスト・バズーカは最強の武器となり、突撃、COによる狙撃はミサイルの前では軽く吹き飛ばされる。そのためミサイル使い同士による制空戦（ミサイル使いを第一目標として攻撃し合う）もあり、制空権という概念まで存在する。
また、モバイルマシンガンやバルカンは、対人だけでなく対空防衛としての役割も与えられている。それぞれの特性を生かし、復活地点ではモバイルマシンガン、移動中などは全方位射撃可能なバルカンが使用されることが多い。
ETProでも発射時の弾が3発平行に同時発射するような設定が可能であり、様々なMODで最も改変が行われている武器といえる。

## 乗り物
マップ上には目的を達成するために必要な車両（戦車等）が登場する。車両は稼動状態であれば、プレイヤーが乗る・触れることで自動的に目的地に向かって走行する。防御側はこれらの車両を、手榴弾やパンツァーファストなどの武器で攻撃（爆発系の攻撃）し故障させることが出来る（マップによっては故障しない車両もある）。地雷によっても攻撃できる。また、戦車は機銃が装備されており稼動状態である限り乗ることで機銃を使用でき（敵も使用可能）、安易に進軍すると敵に銃座を与えることになる。故障した場合、攻撃側はEngineerが修理して再稼動させる。車両と壁に挟まれたり、轢かれたりすると即死する。戦車は必要に応じて自動で砲撃をしてオブジェクトを破壊する（プレイヤーは砲撃の操作はできない）。このときの爆発には当たり判定がある。プレイヤーが自由に操縦・砲撃できるMODもある。MODによっては存在する限り車両を自動で破壊する対戦車砲などが設置されていることがある（エンジニアが破壊可能）。その場合はまずそれを破壊することが必要とさせる。
よく見る乗り物
戦車
MGを搭載し、オブジェクトを破壊する役割を持っている。基本的にHPがある。
トラック
オブジェクトの運搬の役割を担うことが多い。HPがあるトラックと無敵のトラックの二種類がある。オブジェクトの輸送先として登場することもあり、その場合は走行せずただ存在するだけである。
鉄道車両
トラックと同じく基本的にオブジェクトを運搬する役割を担っている。あるいはこの車両が目的地に着くことが目標になっていることもある。運転席などに乗り込むことで走行を開始することが多い。また、走行させるためには何らかのオブジェクトを制作する必要がある場合もある（給電設備など）。
船
水上を移動する以外は、トラックと大して変わらない。中には戦車のようにオブジェクトを破壊したりMGを搭載している船もある。

## 力尽きた場合
HPが0になるとその場に倒れる。この時Medicから注射を受ければその場で復活出来るが、さらにダメージを受けると死亡する。高い所から落ちると落下ダメージで死亡する。また、倒れた時にSpaceキーを押すと蘇生を諦めて死亡する。死亡した場合、その場にメインウェポンを（サーバーによっては双眼鏡やFoはAmmo Pack、MedはHealth Packも）落として死体となり、復活地点から再スタートすることになる。死体は爆発に巻き込まれると粉砕、放置されても数十秒で消える。死体は敵Coの変装に利用されることがある。ステージによっては変装されるのが命取りになることもある。そのような場合にはHPが一ケタ台になったら手榴弾で自決するといい。手放した武器はマップ上に残され、拾うことが出来る。持っている武器と違う場合はFキーで交換できるが、弾に互換性が無くなり拾った銃に入っている弾のみで戦う事になる（捨てた銃を拾い直しても以前の弾は戻らない）。また、異なるクラスの武器は拾うことができない（EngineerはTHOMPSON、MP40、M1 GARAND、K43を拾えるが、PANZERFAUSTやM1 GARAND消音仕様等は拾えない）。
味方からのダメージで倒れた場合（チームキル・TK）、「この誤射は当人に責任があるか?」という質問が現れる。問題がない場合はF2を押して「No」の意思表示をする。特にHPが少ない時にMedが撃って来た場合、注射による回復でHealthPackを節約する目的があるので、必ずF2を押すように。ただし明らかに味方を殺して回っているプレイヤー（Morterの上に乗る、段差の近くにいる仲間をプッシュして突き落とすなども含む）がいた場合はF1を押す。その場合Kick（追放）チケットがそのプレイヤーに溜まり、一定数を超えるとサーバーからKickされる。自分がTKをしてしまったときは、ボイスチャット（V→4→5と押していくとSorryと発言できる）で謝るのがマナー。TK後謝るか謝らないかで、F1を押すかF2を押すか決めるのが一般的になっているので、忘れないように注意したい。また、仲間を攻撃することは（フレンドファイヤー・FFといわれる）サーバーの設定ではFFoffでTKの心配が無いところもある。設定でFFをすると呻き声があがるようになっていることがある。

## リロード
銃弾の補給である。一般的には手持ちの武器が弾切れを起こした場合に行うものであるが、弾が減った段階でもリロードすることが出来る。このゲームのリロードはリアル系FPSに見られる残弾を捨て新しいマガジンに交換するというものではなく、足りない弾数だけ補充するタイプである。射撃中に弾切れを起こした場合、デフォルト設定では自動でリロードを行う。この時所持している弾薬が無い場合、別の武器に持ち替える（メインウェポン→サブウェポン→手榴弾→ナイフ）。モバイルマシンガンは他の銃器のマガジン給弾式とは違いベルト給弾式なので、撃ちつくさないとリロードできない。

## ボイスチャット（クイックメッセージ）
チーム内、または参加しているプレイヤー全員と定型文によるクイックメッセージを交わすことが出来る。蘇生や弾薬の要求、挨拶などバリエーションが豊富。チャット画面にメッセージが表示されると共に読み上げられる（読み上げる人が違う、英語とドイツ語などバリエーションがある）。標準では『「V」キー⇒数字キー（シチュエーション）⇒数字キー』で使用する。
オリジナルのボイスパックが作成できるため、戦争映画やアニメの台詞、流行語やお笑い芸人のネタ、CMのメッセージを追加したサーバーもある。ゲームバランスと共にボイスパックのボリュームがサーバーの人気を決める要素にもなっている。またMODによっては表示される文字のみを変更することも出来るので、これによって数多くの空耳が生まれた（Attack→オターク、Enemy in disguised→Enemy in the sky等）。

## Mod
ETPro
ETの競技性を高めることを主目的としたMOD。
バグ修正や便利な機能が含まれているため、世界各地のサーバに標準的に導入されている。
国際大会をはじめとする、クラン間で行われる試合では必ず使用されるMODである。
開発者の一人である"bani"は、後継作であるEnemy_Territory: Quake Warsの開発に参加しており、etpro 3.2.6が事実上の最終バージョンとなっている。
バグ修正以外にも、以下に示すような多くの改良が施されている。
- ヒットボックスの修正
- 連射バグの修正
- 両軍の武器性能が同一に
- ヒットサウンドの追加
- アンチラグの強化
- アンチチートの強化
- HUDカスタマイズ項目の追加
- スクリプト言語Luaインタープリタの追加

ETTV
観戦専用サーバを建てるための、ETProの追加MOD。
ShrubET
RtCWマルチプレイからの移植MOD。XPセーブ機能等があったが、今ではほとんど使われていない。
ETPub
XPセーブ機能や投げナイフ、二段Jumpなどさまざまな機能があるMOD。海外のPublic Serverでよく用いられている。日本国内でもいまだ稼動中。ヒットボックスはetpro/mainと微妙に違う。
Jaymod
XPセーブ機能や毒地雷、毒注射、など様々な機能があるMOD。レベル5の存在が特徴的。海外のPublic Serverでよく用いられている。聖地と呼ばれていたサーバーがこれを使っていたが閉鎖されたため、現在日本国内には使われているサーバーが無い。こちらもヒットボックスが上記MODと微妙に違う。
NoQuarter
あまりにも破天荒な設定が可能なため、お祭り専用MODと言われるが、両陣営共有武器（パンツ、MMG、FGなど）が無くなっている。アサルトライフルやショットガン、RtCWのVenomが使えるようになっている。『Allies』のPanzerFaustやMG42は修正されている。パンツァーファウストやモーターの弾を破壊できる。ETPubやJaymodにあるいくつかの機能も使える。レベル9まで存在するのも特徴で、日本国内のサーバーでは珍しく、サーバーの定員まで入りきる事もある。
LamaPro
RtCWに登場するVenomが使える。また、Co以外のクラスではThompsonとMP40の選択ができたり、HUDがRtCW風になったりする。まったく使われていない。
FalckonET
リアル系MOD。マップによっては戦車に乗れる。またアイアンサイトが実装されている。
ETRealism
武器の反動や威力などがよりリアルになっている。
Enemy Territory Fortress
『Quake 3 Fortress』の流れを汲んだトータルコンバージョンMOD。ETよりも多彩なクラスに高いスポーツ性が特徴。
TrueCombat:Elite
リアル系のトータルコンバージョンMOD。日本で人気がある。